# Лесенка Маяковского
Лесенка Маяковского, или Лесенка в стихосложении — один из способов деления поэтического текста на части. При записи стиха используются разрывы строк на определённом слове и продолжением записи с новой строки. Закрепляет на письме нужное автору ритмическое, интонационное и синтаксическое членение стихотворной строки. Получила широкую известность благодаря Владимиру Маяковскому.

## История явления
Лесенка иногда использовалась в качестве литературного приёма российскими поэтами XIX в, обычно в повествовательных и драматических произведениях, или в стихотворениях «говорного» типа: в «Бахчисарайском фонтане» (1821-23), «Графе Нулине» (1825), «Медном всаднике» (1833), «Евгении Онегине» (1823-31) А. С. Пушкина, в поэмах «Мцыри» (1840), «Кавказский пленник» (1828) М. Ю. Лермонтова, «Балете» (1866) и «Современниках» (1875—76) Н. А. Некрасова. Однако в XIX в этот приём не получил широкого признания и распространения.
В начале XX века среди поэтов становятся популярны эксперименты с визуальным оформлением вербального текста. Одним из первых, кто отошел от традиционной формы записи стихотворных строк отдельными неделимыми строчками, был Андрей Белый. В сборнике «Золото в лазури» (1903) он использовал для деления строк столбик, а в цикле «Королевна и рыцари» (1911) вместе со столбиком начал применять лесенку.
Однако именно Владимир Маяковский сделал эту форму широко известной. Он начал использовать ступенчатую разбивку строк начиная с поэмы «Про это», постепенно переходя от разбивки строк «столбиком» к «лесенке». Вторая часть поэмы «Ночь под рождество» в третьей рукописи только начата «столбиком», в дальнейшем практически всегда записывается «лесенкой».
С 1930-х «Лесенка» получила широкое распространение среди поэтов.

## Причины появления
Существует несколько вариантов объяснения использования Маяковским «лесенки».
1. Маяковский получал в некоторых изданиях гонорар за свои произведения в зависимости от количества строк, а не печатных знаков, и такой способ записи стихов позволял ему заработать. Преподававшему с 1924 г. русскую литературу XIX века в Одесском институте народного образования Льву Когану удалось зафиксировать диалог Маяковского со студентом, который вопросом публично намекнул на чисто корыстные мотивы «ломания» строки.

Во втором отделении Маяковский разговаривал с публикой и отвечал на присланные ему записки. Его ответы были кратки, почти афористичны, оригинальны и очень остроумны.
— Ну, кто ещё хочет поговорить? — спросил он, пряча в карман кучу записок, на которые уже ответил.
— Владимир Владимирович, — раздался звонкий голос с балкона, — почему вы ломаете строчку?
— А вы кто? — спросил в свою очередь Маяковский,
— Я студент.
— Ну а как вы сами думаете, почему я это делаю?
Звонкий голос ответил вопросом:
— А правда, что вам за каждую строчку платят рубль? В зале раздался гомерический хохот.
Маяковский серьёзно ответил:
— Правда. К сожалению, всего рубль.
— Ну, тогда понятно, почему вы делите строчку на части, иногда даже на три, — задорно выкрикивал с балкона студент при общем хохоте.
— Мне приятно это слышать, — иронически ответил Маяковский, — вижу, что вас кое-чему научили в институте, вы уже понимаете, что три больше одного.

Тут же поднялся такой хохот, что несколько минут публика не могла успокоиться.— О вступлении В. В. Маяковского в Одессе. Из дневника Льва Рудольфовича Когана, предположительно 20-23 февраля 1924 года.
2. Дислексия, которой, по мнению ряда литературоведов, страдал Маяковский, могла затруднять для него чтение слов в одной строке. Подобной точки зрения придерживался маяковед Юрий Карабчиевский:

Они хорошо дополняли друг друга, и если Брик не умел писать, то Маяковский не умел читать.
Возможно, именно из-за дислексии Маяковский мог придумать и свою «лесенку». Это позволяло легко выделять смысловые части предложения.
3. Неграмотность. Возможно, Маяковский, не закончивший гимназию, не умел грамотно расставлять запятые.

«Юношеству занятий масса.

Грамматикам учим дурней и дур мы.

Меня ж

из 5-го вышибли класса.

Пошли швырять в московские тюрьмы»
— Владимир Маяковский «Люблю» (1922)
Маяковский практически никогда самостоятельно не расставлял запятые в рукописях и просил об этом Осипа Брика. Лесенка стала «визитной карточкой» Маяковского вскоре после 1923 года. Как раз в это время у него не было возможности передавать рукописи на редактуру Брикам из-за очередного кризиса в отношениях с Лилей Брик.
4. Сильная интонационная насыщенность стихов Маяковского приводила его к нехватке существующих знаков препинания. Ступеньки стали для Маяковского средством более точной передачи читателю ритма и интонации стихотворения, а также пауз, необходимых при чтении. Сам Маяковский объяснял необходимость использования «лесенки» невозможностью полностью передать ритм стиха читателю только лишь пунктуацией. С помощью «лесенки» поэт стремился усилить живость и непосредственность звучания слов, избавить их от «чрезмерной» грамматической правильности.

## Влияние
Лесенка оказала большое влияние на отечественную и мировую поэзию XX века. Такой схемой записи стихов пользовались Семён Кирсанов, Роберт Рождественский, Евгений Евтушенко, Владимир Высоцкий и другие.
Художественные эксперименты Маяковского оказали существенное влияние на творчество основоположника турецкой революционной поэзии Назым Хикмета. Причём стихотворная форма поэзии «лесенкой» поразила его ещё до того, как он выучил русский язык..
В своей поэзии «лесенку Маяковского» использовал поэт, политический и государственный деятель Республики Гвинея-Бисау Вашку Кабрал.
«Лесенку» применял русский, советский писатель, поэт, один из главных участников литературного процесса 1960—1970-х годов в СССР Юрий Трифонов.
В форме лесенки написаны многие произведения марийского советского поэта, переводчика, журналиста, члена Союза писателей СССР Була́това Шаймура́та Минлигали́евича.
Признанный классик тувинской литературы, поэт, драматург, переводчик, Сергей Бакизович Пюрбю ввёл «лесенку» в практику тувинской лирики.